# Решетилов, Владимир Иванович
Владимир Иванович Решетилов (28 марта 1937 года, Днепропетровск, УССР, СССР — 13 июля 1992 года, Москва, Российская Федерация) — советский государственный деятель, министр строительства СССР (1986), министр строительства в северных и западных районах СССР (1986—1989).

## Биография
В 1959 г. окончил Днепропетровский инженерно-строительный институт по специальности инженер-строитель.
В 1959—1962 гг. — производитель работ, мастер, старший инженер-экономист строительного управления треста «Южуралтяжстрой», г. Орск Оренбургской области.
В 1962—1965 гг. — преподаватель, заместитель директора Ново-Троицкого строительного техникума Оренбургской области.
В 1965—1966 гг. — начальник строительного управления треста «Новотроицкметаллургстрой» Оренбургской области.
В 1966—1968 гг. — главный инженер, начальник строительного управления «Горстрой», г. Днепропетровск.
В 1968—1973 гг. — заместитель управляющего, главный инженер, управляющий трестом «Днепропетровскпромстрой».
В 1973—1977 гг. — первый заместитель председателя Днепропетровского горисполкома.
В 1977—1980 гг. — главный инженер, начальник комбината «Днепрометаллургстрой», г. Днепропетровск.
В 1980—1981 гг. — заместитель министра,
в 1981—1983 гг. — первый заместитель министра строительства предприятий тяжёлой промышленности Украинской ССР.
В 1983—1986 гг. — заместитель министра строительства предприятий тяжёлой индустрии СССР.
В 1986 г. — министр строительства СССР.
В 1986—1989 гг. — министр строительства в северных и западных районах СССР.
В 1989—1990 гг. — министр строительства в северных и западных районах РСФСР.
Член КПСС с 1963 г. Кандидат в члены ЦК КПСС в 1986—1990 гг. Депутат Верховного Совета СССР 11 созыва.

## Награды и звания
Награждён двумя орденами Трудового Красного Знамени.